# Stazione di Castellamonte
La stazione di Castellamonte, a servizio dell'omonimo comune piemontese, rappresentava il capolinea settentrionale della ferrovia Rivarolo-Castellamonte, attivata nel 1887 quale tratta finale della ferrovia Canavesana e soppressa nel 1986.

## Storia
Parte integrante della nuova linea, fortemente voluta dalla stessa città di Castellamonte, la stazione fu aperta all'esercizio il 25 luglio 1887 contestualmente alla stessa.
La concessione, della durata di novant'anni, fu affidata alla società Ferrovia Centrale e tranvie del Canavese (FCC) con Regio Decreto del 18 marzo 1886.
In seguito alla fusione con la Società Anonima Ferrovia Torino-Ciriè-Valli di Lanzo, avvenuta il 29 marzo 1933, la società di gestione mutò una prima volta il nome in Ferrovie Torino Nord (FTN) e una seconda nel gennaio 1959 allorché alla FTN subentrò la Società Anonima Torinese Tranvie Intercomunali.
La stazione e l'intera linea furono soppresse il 15 aprile 1985.

## Strutture e impianti
Dotata di magazzino merci, la stazione sorgeva ai margini meridionali dell'abitato, alla quota di 338 metri sul livello del mare. L'asse del fabbricato viaggiatori era posto alla progressiva 29+270 da Settimo Torinese.
La conformazione dell'impianto, sebbene di testa, era strutturata con un fabbricato viaggiatori posto lateralmente al fascio di binari, per non precludere l'eventuale prolungamento della linea.

## Movimento
La stazione era capolinea dei treni regionali diretti a Settimo Torinese, in taluni casi prolungati su Torino Porta Susa.